# Riksväg 41, Norge
Riksväg 41 (norska: Riksvei 41), även känd som Telemarksvägen (norska: Telemarksveien) är en riksväg i södra Norge som går mellan orten Timenes i Kristiansands kommun i Agder fylke och byn Brunkeberg i Kviteseids kommun i Telemark fylke. Den passerar genom kommunerna Kristiansand, Birkenes, Froland, Åmli, Nissedal och Kviteseid.
Vägen är 177,9 kilometer lång, varav 105,3 kilometer i Agder fylke och 72,6 kilometer i Telemark fylke. Den är asfalterad och passerar bland annat genom tätorterna Birkeland, Åmli, Treungen (Tveitsund) och Kviteseid.

## Anslutningar
Riksväg 41 ansluter till:
- Europaväg 18 (vid Timenes)
- Fylkesväg 453 (vid Tveit)
- Fylkesväg 402 (vid Birkeland)
- Fylkesväg 406 (vid Senumstad)
- Fylkesväg 404 (vid Søre Herefoss)
- Fylkesväg 42 (vid Hynnekleiv)
- Fylkesväg 42 (vid Svenes)
- Fylkesväg 413 (vid Dølemo)
- Fylkesväg 415 (vid Rislandsfeta)
- Fylkesväg 418 (vid Øy)
- Fylkesväg 355 (vid Tjønnefoss)
- Fylkesväg 358 (vid Tveitsund)
- Fylkesväg 38 (vid Steane
- Fylkesväg 38 (vid Furuheim)
- Europaväg 134 (vid Brunkeberg)

## Bilder

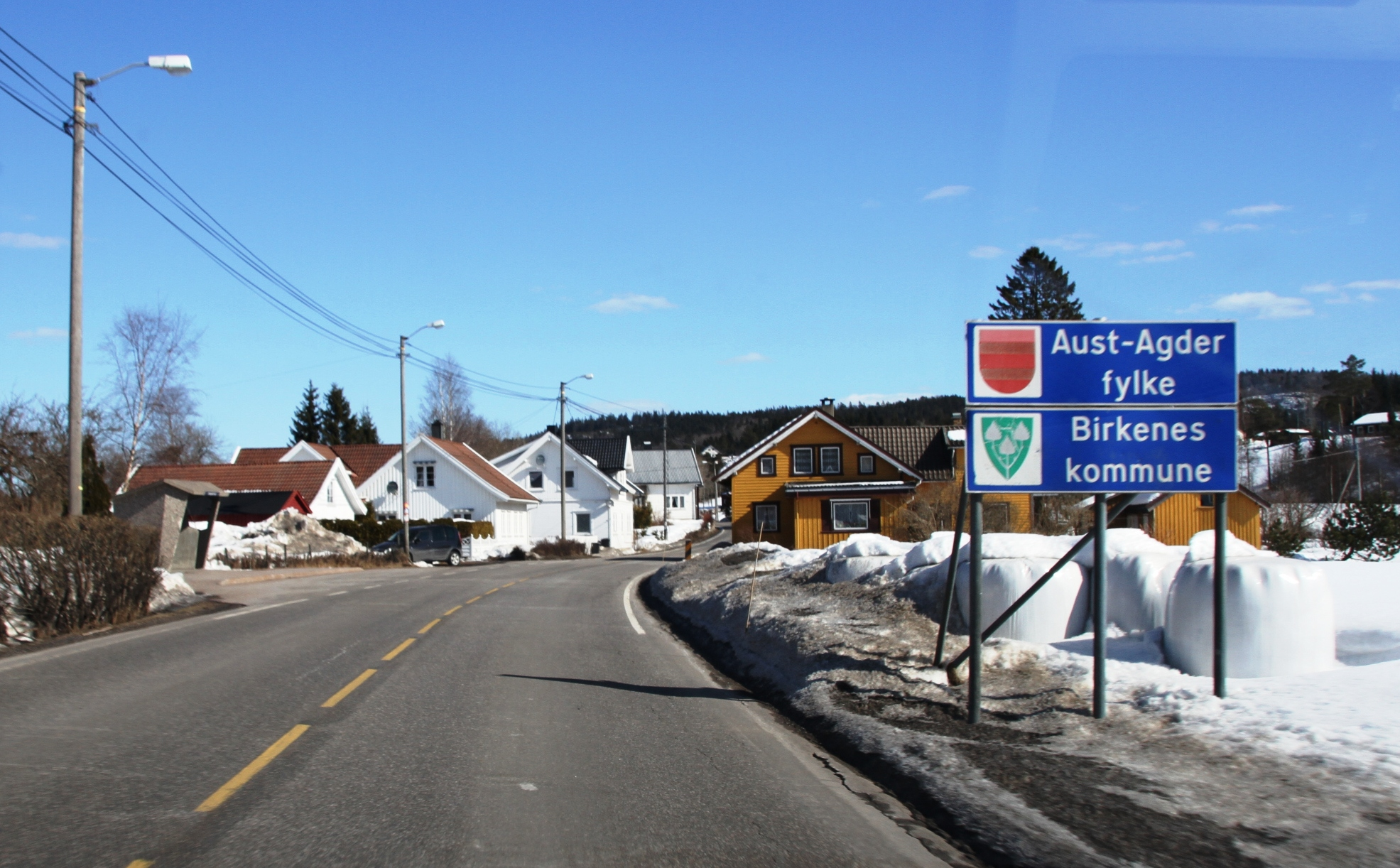
Riksväg 41 vid gamla fylkesgränsen mellan Vest-Agder och Aust-Agder.
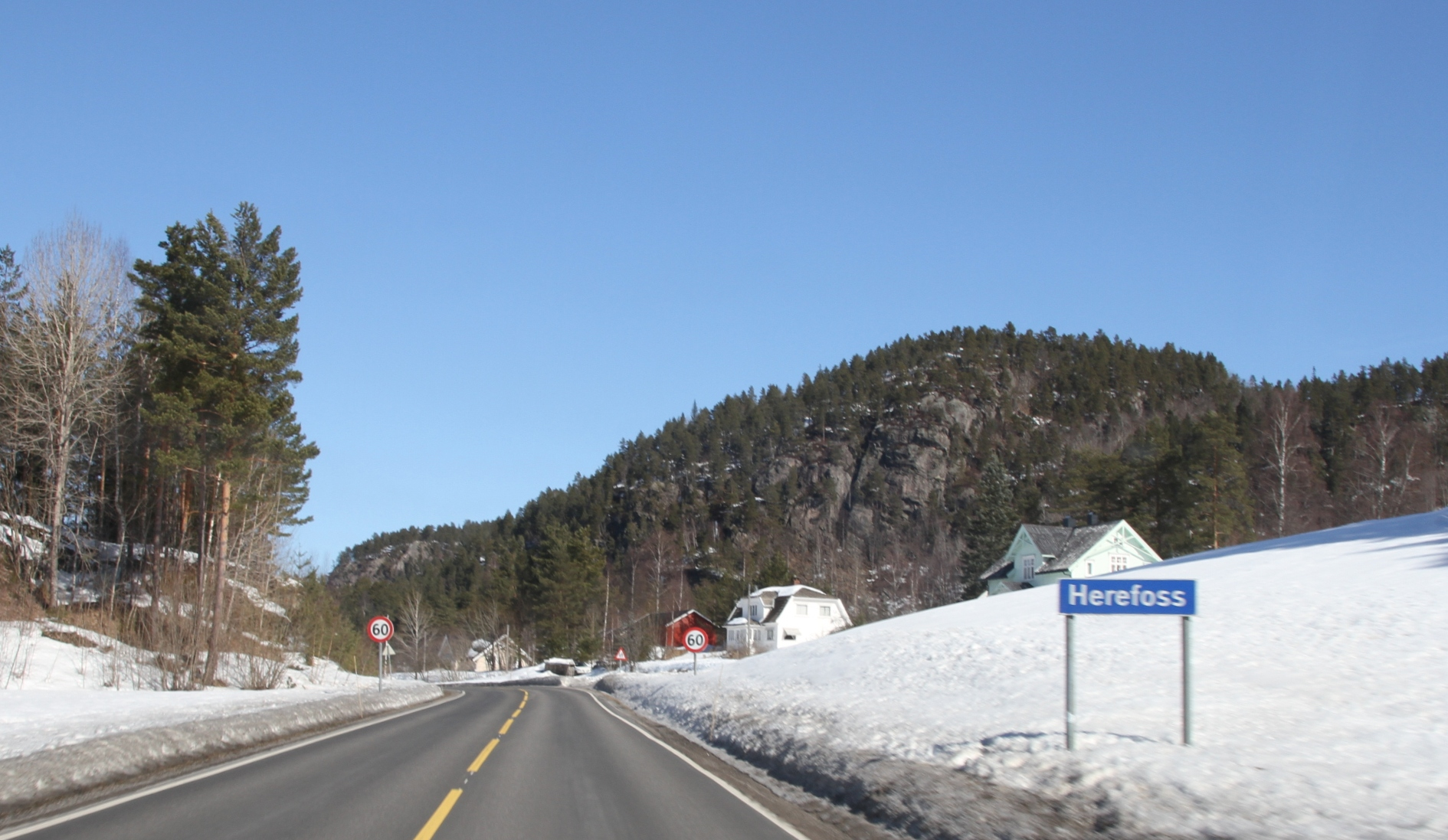
Riksväg 41 vid Herefoss.
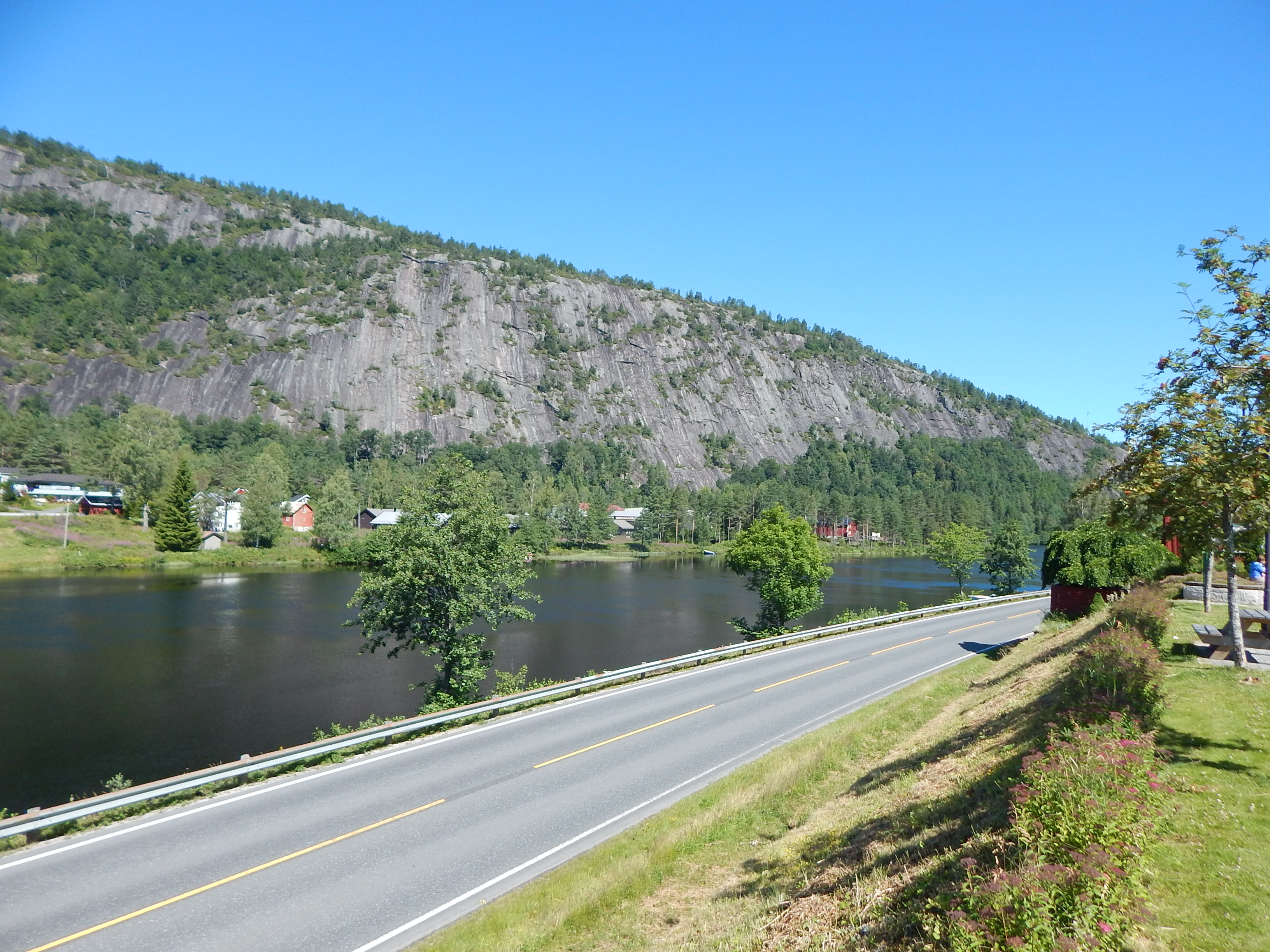
Riksväg 41 vid Åmli.
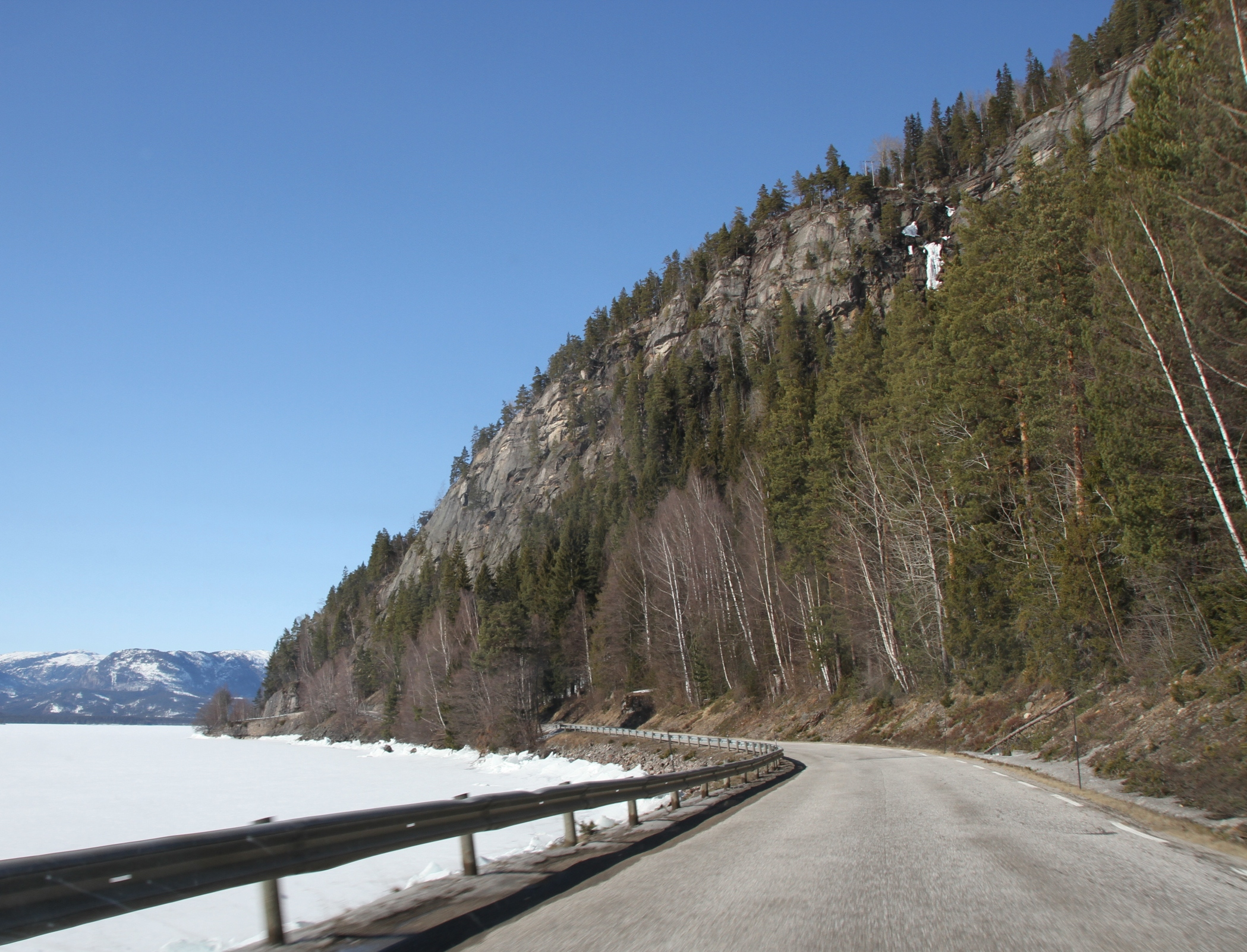
Riksväg 41 vid sjön Nisser.
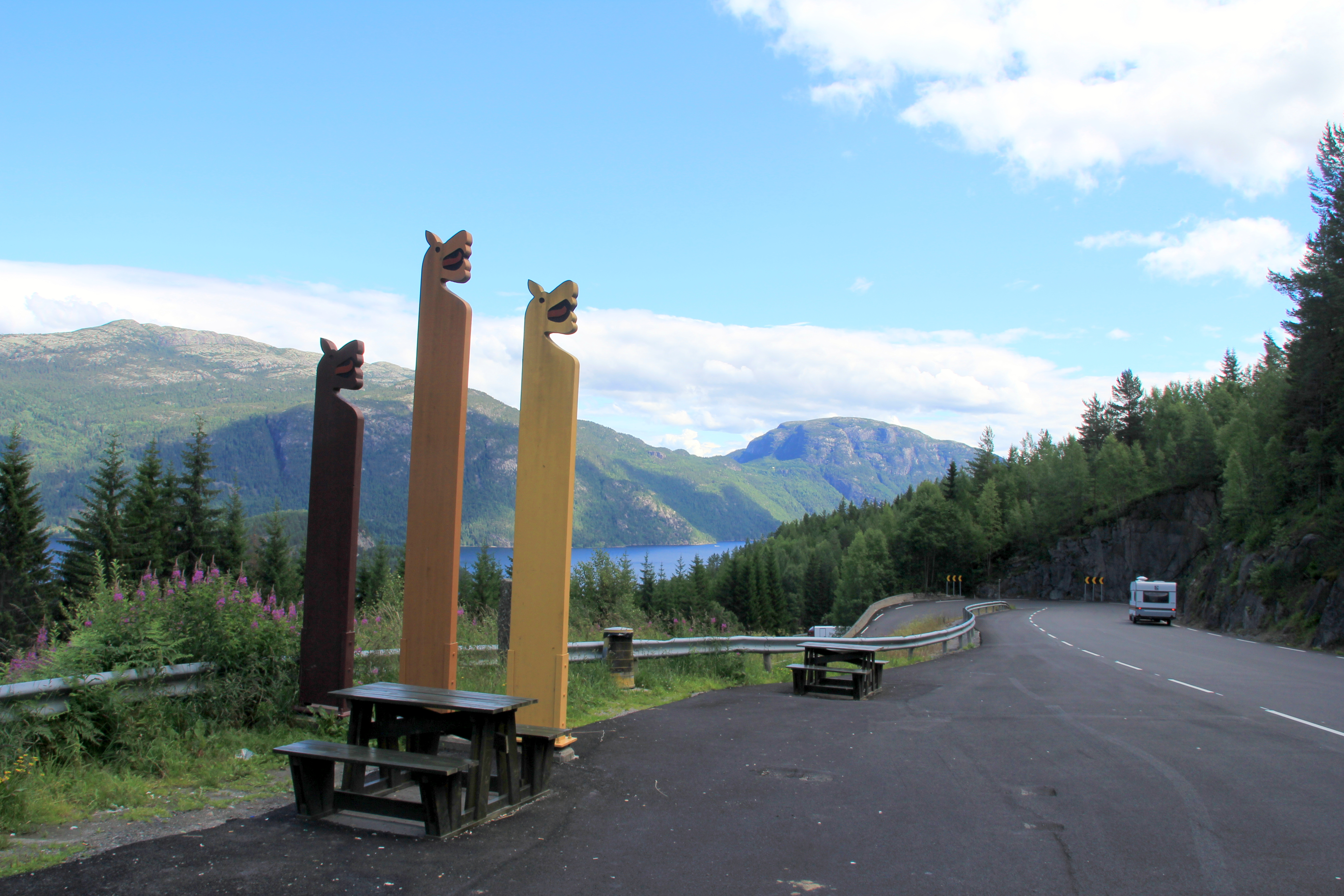
Riksväg 41 söder om Kviteseid.